# أنور هدام
أنور هدام كان زعيما للجبهة الإسلامية للإنقاذ (محظورة)، وهو حزب إسلامي في الجزائر، وانتخب عضوا في البرلمان عن الجبهة الإسلامية للإنقاذ على تذكرة في عام 1991—في أول انتخابات متعددة الأحزاب في الجزائر. أثار حل الجبهة الإسلامية للإنقاذ بقرارعسكرية بعد انتصارها المسار الانتخابي في 1991-1992 واندلعت الحرب الأهلية الجزائرية، وانشطرت من الجبهة الإسلامية للإنقاذ الجيش الإسلامي للإنقاذ (AIS) وغيرها من التنظيمات الارهابية التي حاربت الحكومة وأرادت إسقاط النظام الذي تولى شؤونه الجيش حين دخلت البلاد في دوامة عنف. قضى هدام معظم سنوات الحرب في المنفى في الولايات المتحدة الأمريكية، ويتصرف كشخصية رئيسية في قيادة الحزب السياسية. السلطات الجزائرية تسعى عبثا بتسليمه.
في عام 1995، هدام ورابح الكبير على حد سواء وقعت على منهاج سانت إيجيديو—وثيقة مشتركة من قبل أحزاب المعارضة تطالب بإعادة الديمقراطية في الجزائر—وممثلي الجبهة الإسلامية للإنقاذ.
في سبتمبر 2011 كشف أنور هدام عن نيته في العودة للبلاد والاستفادة من قانون المصالحة